# Lounès Matoub
Lounès Matoub, comunament anomenat Matoub Lounès (en cabilenc, Lwennas Meɛṭub), és un poeta i cantant de la Cabília, conegut sobretot per la seva reivindicació de la identitat amaziga. Nascut a Taourirt Moussa, el 24 de gener de 1956, va ser assassinat el 25 de juny de 1998 en el camí d'Ath Douala. Oficialment, aquest assassinat va ser atribuït al Grup Islàmic Armat, però la seva família acusa el govern algerià d'haver-lo assassinat.

## Biografia
Va compondre cançons des de la seva adolescència. No s'identificava amb el sistema d'educació algerià, ja que el seu currículum escolar el privava de la seva identitat. Lounès, molt a l'aguait des de la seva infantesa, es preguntava per què parlava amazic a casa seva i a l'escola estudiava la "dels seus avantpassats", és a dir l'àrab, mentre que la generació anterior a la seva havia estudiat "els seus avantpassats gals"; Lounès es preguntà: "llavors, qui som?" És a partir d'aquesta constatació que rebutja qualsevol "colonització moral" i es torna autodidacta. La seva preocupació va ser sempre restaurar la identitat original, és a dir, la identitat amaziga.